# Caudron R-11
O Caudron R.11 foi um avião caça com versão de bombardeiro, usado para reconhecimento e escolta, biplano bimotor de cinco lugares francês da época da Primeira Guerra Mundial.
Tinha capacidade para um piloto e estava armado com duas metralhadoras. Concebido como um caça de escolta, na sua versão bombardeiro podia transportar cerca de 120 kg de bombas.
|  |

## Variantes
- O Caudron R.12 foi uma versão experimental do R.11, com motores maiores. O desenvolvimento foi encerrado quando a variante Caudron R.14 apareceu em agosto de 1918.

## Operadores
França
- Força Aérea da França

 Estados Unidos
- Força Expedicionária Americana

## Especificações
Dados de: The Complete Book of Fighters.
Descrições gerais
- Tripulação: Até 5
- Comprimento: 11,22 m (37 ft)
- Envergadura: 

  - Superior - 17,92 m (58,8 ft)
  - Inferior - 16,9 m (55,4 ft)
- Altura: 2,8 m (9,2 ft)
- Área alar: 54,25 m² (584 ft²)
- Peso vazio: 1 422 kg (3 130 lb)
- Peso de decolagem: 2 167 kg (4 780 lb)

Motorização
- Número de motores: 2x
- Tipo do motor: Motor a pistão
- Fabricante/modelo: Hispano-Suiza 8Bba de oito cilindros em "V" em linha refrigerado a água
- Potência por motor: 215 hp (160 kW)

Performance
- Velocidade máxima: 183 km/h (114 mph)
- Autonomia: 3.0 hs
- Tecto de serviço: 5 950 m (19 500 ft)

Armamentos
- Metralhadoras/canhões: 5x Lewis de calibre 0.303, 7,7 mm (0,303 in)
- Bombas: 120 kg (265 lb) de bombas